# Bright (film)
Bright är en amerikansk fantasyactionfilm från 2017 i regi av David Ayer och skriven av Max Landis. Filmen utspelar sig under en alternativ nutidsperiod, som både inkluderar vanliga människor och mystiska varelser. Den följer en LAPD-polis (spelad av Will Smith) och hans orch-partner (Joel Edgerton), som konfronterar rasism, samtidigt som de beskyddar ett trollspö och den kvinnliga alv (Lucy Fry) som använder det. Skådespelarna Noomi Rapace, Édgar Ramírez och Ike Barinholtz medverkar också i filmen.
Huvudfotograferingen för filmen påbörjades i Los Angeles i november 2016. Den släpptes sedan därefter för premiär på Netflix den 22 december 2017. Trots sina till stor del negativa kritikerrecensioner, blev den populär bland tittarna. Den blev dessutom utnämnd till ett av Netflix mest framgångsrika originalprogram under januari 2018.

## Handling
I en alternativ nutid har orcher, alver, människor och feer samexisterat sedan tidernas begynnelse. Historien följer två poliser med väldigt olika bakgrund, en är människa och en är orch. Under ett rutinuppdrag en kväll upptäcker de ett mörker som har kraften att förändra hela planetens framtid.

## Rollista
| Will Smith         | – Daryl Ward                    |
| Joel Edgerton      | – Nick Jakoby                   |
| Noomi Rapace       | – Leilah                        |
| Lucy Fry           | – Tikka                         |
| Édgar Ramírez      | – Kandomere                     |
| Ike Barinholtz     | – Pollard                       |
| Happy Anderson     | – Hildebrandt Ulysses Montehugh |
| Dawn Olivieri      | – Sherri Ward                   |
| Matt Gerald        | – Hicks                         |
| Margaret Cho       | – Ching                         |
| Brad William Henke | – Dorghu                        |
| Jay Hernandez      | – Rodriguez                     |
| Veronica Ngo       | – Tien                          |
| Alex Meraz         | – Serafin                       |
| Nadia Gray         | – Larika                        |
| Joseph Piccuirro   | – Brown                         |
| Enrique Murciano   | – Poison                        |
| Scarlet Spencer    | – Sophia Ward                   |
| Andrea Navedo      | – Perez                         |
| Kenneth Choi       | – Yamahara                      |
| Bobby Naderi       | – Arkashian                     |
| Cle Shaheed Sloan  | – OG Mike                       |
| Chris Browning     | – Serling                       |
| Joe Rogan          | – Sig själv                     |